# Мордвинов, Василий Константинович
Васи́лий Константи́нович Мордви́нов (11 января 1892 — 29 июля 1971) — советский военачальник и военный педагог, генерал-лейтенант (1940), начальник Академии Генерального штаба РККА (1940—1941, 1945).

## Биография
Родился Василий Константинович Мордвинов в Каркаралинске Семипалатинской области, в 1909 окончил Омский кадетский корпус.
С 1909 года по окончании корпуса служил в Русской императорской армии. В августе 1911 года окончил Александровское военное училище, затем служил в артиллерии. Участник Первой мировой войны, штабс-капитан.
В октябре 1918 года В. К. Мордвинов в Мценске был призван в РККА. Служил военным руководителем Стрелецкого волостного военкомата. С декабря 1918 года командовал артиллерийской батареей Мценского сводного артиллерийского дивизиона. С января 1919 года командовал отдельной запасной батареей Орловского военного округа. С октября 1919 — участник Гражданской войны, начальник артиллерии 6-й Орловской стрелковой дивизии, с января 1920 — начальник артиллерии 57-й стрелковой дивизии на Южном фронте. С июня 1920 — помощник начальника оперативного отдела штаба 16-й армии Западного фронта. Участвовал в советско-польской войне.
С 3 сентября 1920 года по август 1922 года — начальник 8-й стрелковой дивизии в той же армии, участвовал в боях с бандами С. Н. Булак-Балаховича, С. Э. Павловского, Короткевича и других на территории Белоруссии. За Гражданскую войну В. К. Мордвинов был награждён орденом Красного Знамени (1920).
После войны, с февраля по август 1922 года командовал 5-й Витебской стрелковой дивизией. В августе 1922 года направлен на учёбу.
В 1925 году окончил Военную академию РККА. В октябре 1925 года назначен начальником Красноярской артиллерийской школы. С 1930 года — адъюнкт в Военной академии им. М. В. Фрунзе, с января 1931 года — старший преподаватель кафедры общей тактики и тактики артиллерии этой академии. С ноября 1932 года — начальник штаба 13-го стрелкового корпуса в Приволжском военном округе, одно время временно исполнял должность командира корпуса. С января 1935 года был заместителем начальника штаба Сибирского военного округа. С 1936 — старший руководитель кафедры, а октября 1937 года — начальник кафедры тактики высших соединений Академии Генерального штаба РККА. И. Х. Баграмян, бывший на этой кафедре преподавателем, вспоминал:

Случается иногда по пословице: мягко стелет, да жестко спать. О нашем начальнике кафедры генерал-лейтенанте Василии Константиновиче Мордвинове так не скажешь. «Стлал» он жестко: не прощал ни малейшего упущения в работе, безжалостно критиковал нас, молодых преподавателей. Так что на добрый отзыв я и не рассчитывал. А начал читать собственноручно написанную им аттестацию, и глазам не поверил. Столько хвалебных слов, что я невольно усомнился: обо мне ли это? Заканчивалась аттестация выводом, что «должности вполне соответствует и заслуживает присвоения звания генерал-майор».
И все эти добрые слова высказаны человеком, которого мы всегда считали самым скупым на похвалу!— Баграмян И.X. Так начиналась война
В августе 1940 года В. К. Мордвинов назначен заместителем по научной работе и вр. и.д. начальника Академии Генерального штаба РККА (также с августа 1940 года). 23-31 декабря 1940 года участвовал в Совещании высшего руководящего состава РККА.
В начале Великой Отечественной войны на той же должности. 1 августа 1941 года В. К. Мордвинов назначен начальником тыла Северного фронта, с 23 августа — Ленинградского фронта, затем Закавказского фронта, с января по март 1942 года — Крымского фронта. В апреле 1942 года В. К. Мордвинов назначен главой одной из инспекционных групп по формированию резервных армий и соединений, с сентября 1942 года — руководитель всех инспекционных групп по формированию войск, с декабря 1942 года — вр.и.д. заместителя начальника Высшей военной академии имени К. Е. Ворошилова (начальник учебного отдела). В марте—августе 1945 года — вр.и.д. начальника этой академии. С августа 1945 года был начальником учебного отдела академии. В мае 1952 года уволен в запас.
Умер В. К. Мордвинов в 1971 году в Москве, похоронен на Введенском кладбище (4 уч.).

## Воинские звания
- подпоручик (1911)
- поручик
- штабс-капитан
- комдив — 20.11.1935
- генерал-лейтенант — 04.06.1940

## Награды
- Орден Ленина (21.02.1945[1])
- три Ордена Красного Знамени (1920[2], 3.11.1944[1], 1949[1])
- Орден Кутузова 1-й степени (23.04.1945)
- Орден Отечественной войны 1-й степени (22.02.1944)
- Медаль «За оборону Ленинграда» (1943)
- Медаль «За оборону Москвы» (1944)
- Другие медали СССР